# كويكب داموكلودي

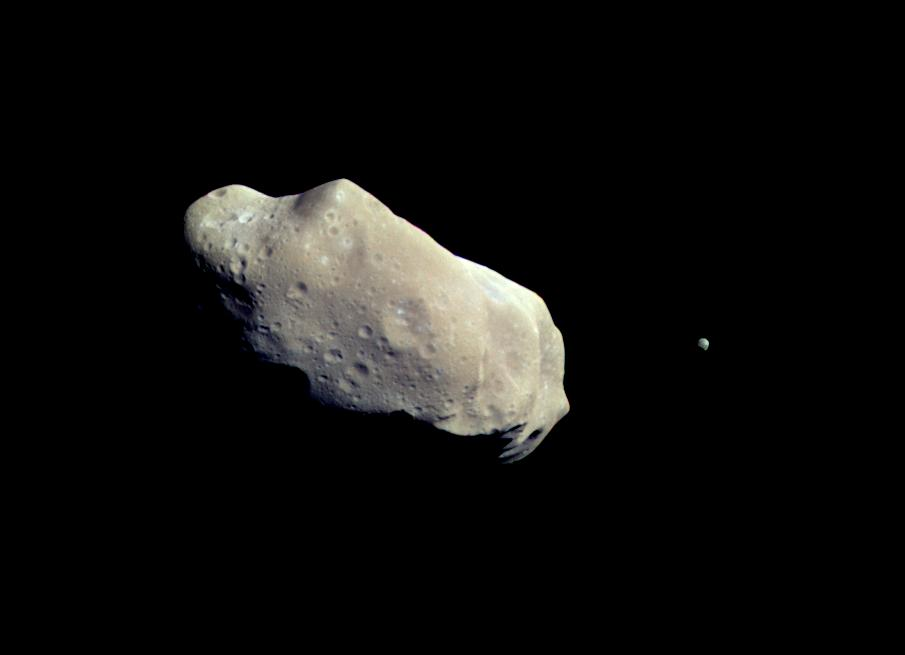

الكويكب الداموكلودي (بالإنجليزية: Damocloid)‏ هو كوكب صغير يكون تابعا لمدار ذو انحراف مداري حاد. عادة ما تكون تلك المدارات مليئة بالمذنبات مثل مذنب هالي ولكن الكويكب الداموكلودي يختلف بأنه لا ذَنَب له ولا هالة تغلف نواة الكويكب.
يُعرف ديفيد جويت الكويكب الداموكلودي بأنه جسم ذو متغير تيسيراند ذو علاقة بطروادات المشتري ويساوي  TJ ≤ 2.

ويمكن تعريفه أيضا بالشكل التالي: (قبا < 5.2 وحدة فلكية, نصف المحور الرئيسي > 8.0 وحدة فلكية, و انحراف مداري > 0.75) أو i > 90 درجة

باستخدام متغير تيراسيند الذي يساوي  TJ ≤ 2 نستطيع استنتاج أنه هناك ما يقارب من 96 مرشحا ككويكب داموكلودي في نظامنا الفلكي
، 74 من هذه الجسيمات لديها مدارات قوسية تستمر لأكثر من 30 يوماً مما يعطينا مدارات مستقرة بدرجة معقولة

.

## وصلات خارجية
- David Jewitt, A first look at the Damocloids